# Kuli (Einheit)
Kuli war eine finnische Masseneinheit im 19. Jahrhundert für verschiedene Getreidesorten.
- Roggenmehl: 1 Kuli = 360 veäjän naulaa = 147,42 Kilogramm
- Reis und Grütze: 1 Kuli = 320 veäjän naulaa = 131,04 Kilogramm
- Gerste: 1 Kuli = 260 veäjän naulaa = 106,47 Kilogramm
- Hafer: 1 Kuli = 220 veäjän naulaa = 90,09 Kilogramm

Nach russischem Maßsystem waren
- 1 Kuli = 9 Puuta = 360 Naula = 11520 Louti = 147,42 Kilogramm
  - 1 Louti/Lot = 12,8 Gramm